# Robert Mösching
Robert Mösching (23 novembre 1954) è un ex saltatore con gli sci svizzero.

## Biografia
Debuttò in campo internazionale in occasione della tappa del Torneo dei quattro trampolini di Oberstdorf del 29 dicembre 1974 (34°). In Coppa del Mondo esordì nella gara inaugurale del 27 dicembre 1979 a Cortina d'Ampezzo (11°) e ottenne l'unico podio il 27 febbraio 1980 a Sankt Moritz (3°).
In carriera prese parte a due edizioni dei Giochi olimpici invernali, Innsbruck 1976 (35° nel trampolino normale, 38° nel trampolino lungo) e Lake Placid 1980 (37° nel trampolino normale, 17° nel trampolino lungo).

## Palmarès

### Coppa del Mondo
- Miglior piazzamento in classifica generale: 28º nel 1980
- 1 podio (individuale):
  - 1 terzo posto